# Glavice (Sanski Most)
Glavice (szerbül: Главице, korábban: Predojevića Glavica) szerb falu Bosznia-Hercegovinában, a Bosznia-hercegovinai Föderáció Una-Szanai kantonjában, Sanski Most községben.

## Fekvése
Bosznia-Hercegovina északnyugati részén, Bihácstól légvonalban 42, közúton 56 km-re keletre, Sanski Most központjától légvonalban 20, közúton 27 km-re nyugatra, a Grmeč-hegység azonos (Predojevića glavica) nevű, 629 méteres magaslata alatt fekszik. 

## Népessége
| Nemzetiségi csoport | Népesség 1991 | Népesség 2013 |
| ------------------- | ------------- | ------------- |
| Szerb               | 311           | 28            |
| Bosnyák             | 0             | 0             |
| Horvát              | 0             | 0             |
| Jugoszláv           | 0             | 0             |
| Egyéb               | 0             | 0             |
| Összesen            | 311           | 28            |

## Története
A történeti források szerint a település már 1546-ban is létezett, de ősüket, Vlah Predojevićet már Pavle Radinović (+1415) herceg idejében említik az iratok Hercegovinában. A Predojevićekat általában vlach származásúnak tartják, akik egykor Bileća környékén éltek. A 16. században boszniai bégek kezdték betelepíteni a régiót és a vlach vidéket, így feltételezhető, hogy a család leghíresebb tagja, az iszlám hitre áttért Hasszán Predojević pasa 1591 és 1953 között boszniai beglerbég a Sanski Most melletti Lušciban született, de ősei Hercegovinából származtak. (A Predojevicek utódai még ma is Sanski Most községben, a Lušca Palanka közelében fekvő Glavicén élnek.) 
Még a 19. század végén is, jóval azután, hogy a boszniai állam török uralom alá került, tartotta magát az a legenda, hogy az oszmán hódítás idején, 1463-ban a bosnyák királyság hadvezérei itt, a Lušci-Palanka környéki falvakban vívták utolsó, török elleni csatáikat. A Lušci-Palanka feletti Predojevica Glavica (629 m), amelyet egy gerinc köt össze a Vitorogo (617 m) nevű magaslattal, nagyon alkalmas védekezésre. A történet szerint néhány bosnyák katonai vezető sokáig harcolt ezeken a hegyeken, még akkor is, amikor törökök már meghódították ezeket a vidékeket.
Amikor az oszmánok Bihács vára alá értek, hosszabb ideig ostrom alatt tartották, de nem tudták elfoglalni. Ekkor a legenda szerint a sereg parancsnoka, a nagyvezír hírnököt küldött a szultánhoz, hogy küldjön neki segítséget. A hírnök, Tatarin átkelve a Predojevica glavicán találkozott egy pásztorral, aki miközben furulyáját fújta és ezt énekelte: „Ha a szultán tudná, és ha adna nekem egy fermánt, Bihácsot megnyerném neki.” Amikor Tatarin ezt meghallotta, odament a pásztorhoz, és megkérdezte tőle, hogy kicsoda és mi a neve. A pásztor azt válaszolta, hogy Nikola Predojevićnek hívják. A hírnök azonnal visszatért a vezírhez, és elmondta neki, amit hallott. A vezír a pásztorért küldött. Amikor elhozták neki, a pásztor neki is ugyanazt mondta. Aztán a vezír levelet írt Isztambulba, és hamarosan megkapta a szultántól a fermánt, hogy bármit is tesz Nikola, senki se kérdőjelezze azt meg. Nikolának a Hasszán nevet adták, katonai mundérba öltöztették, és odaadták neki a szultáni fermánt és a hadsereg vezetését. Hasszán ágyúját a várkapura irányította és betörte azt, a török sereg pedig beözönlött rajta. Amikor a bihácsi védők látták, hogy a törökök betörnek, megadták magukat. Így lett Bihács az oszmánoké. A legendának valós alapja van. Gázi Hasszán Predojević pasa a boszniai pasaluk ötödik beglerbége a 16. század egyik leghíresebb oszmán hadvezére volt, akit a boszniai történelemben Bihács meghódítójaként ismernek.
A település 1878-ig volt az Oszmán Birodalom része, majd 1878-tól az Osztrák-Magyar Monarchia része lett. 1895-ben Predojevića Glavica Palanka Lušci községhez tartozott. 1941-ben azok közé a falvak közé tartozott, ahol csak szerbek éltek. A második világháború idején 630 lakosából, 90-en estek áldozatul  (közülük 42 nőt és 36 férfit harc közben öltek meg). A boszniai háború idején a Sana hadművelet során szerb lakossága a szerb csapatokkal együtt elmenekült a támadó bosnyák csapatok elől és közülük csak kevesen tértek vissza. 2013-ban a településnek már csak 28 állandó lakosa volt.